# Olivella fuscocincta
Olivella fuscocincta is een slakkensoort uit de familie van de Olividae. De wetenschappelijke naam van de soort is voor het eerst geldig gepubliceerd in 1889 door Dall.